# Paddington 2
Paddington 2 is een Brits-Franse film uit 2017, geregisseerd door Paul King. De film is het vervolg op Paddington uit 2014 en gebaseerd op het boek Beertje Paddington van Michael Bond uit 1958.

## Verhaal
Paddington heeft zich goed gevestigd bij de familie Brown en wil voor zijn tante een verjaardagscadeau kopen. Zijn oog is gevallen op een duur pop-upboek in een antiekwinkel en hij besluit hiervoor te gaan werken. Maar voor hij voldoende geld verdiend heeft, wordt het boek gestolen. Hij betrapt de dief, maar die kan ontsnappen en Paddington wordt aangehouden voor diefstal en komt in de gevangenis terecht. De familie Brown gaat achter de dief aan en Paddington weet met behulp van enkele medegevangenen te ontsnappen om hen te helpen en zijn onschuld te bewijzen.

## Rolverdeling
| Acteur                | Personage                | Nederlandse stem      | Vlaamse stem     |
| --------------------- | ------------------------ | --------------------- | ---------------- |
| Ben Whishaw           | Paddington (stem)        | Beau van Erven Dorens | Bent Van Looy    |
| Hugh Bonneville       | Mr. Brown                | Peter Drost           | Peter Bulckaen   |
| Sally Hawkins         | Mrs. Brown               | Lottie Hellingman     | Sabine De Vos    |
| Julie Walters         | Mrs. Bird                | Marjolein Algera      | Marijke Pinoy    |
| Jim Broadbent         | Mr. Gruber               | Rob van de Meeberg    | Door Van Boeckel |
| Peter Capaldi         | Mr. Curry                | Rutger le Poole       | Daan Hugaert     |
| Hugh Grant            | Phoenix Buchanan         | Daan Schuurmans       | Jeroen Maes      |
| Brendan Gleeson       | Knuckles McGinty         | Frank Lammers         | Ron Cornet       |
| Madeleine Harris      | Judy Brown               |                       |                  |
| Samuel Joslin         | Jonathan Brown           |                       |                  |
| Michael Gambon        | Uncle Pastuzo (stem)     | Arnold Gelderman      |                  |
| Imelda Staunton       | Aunt Lucy (stem)         | Maria Lindes          |                  |
| Noah Taylor           | Phibs                    |                       |                  |
| Aaron Neill           | Spoon                    |                       |                  |
| Joanna Lumley         | Felicity Fanshawe        |                       |                  |
| Eileen Atkins         | Madame Kozlova           |                       |                  |
| Kobna Holdbrook-Smith | Warden Walker            |                       |                  |
| Tom Davis             | T-Bone                   |                       |                  |
| Sanjeev Bhaskar       | Dr. Jafri                |                       |                  |
| Ben Miller            | Colonel Lancaster        |                       |                  |
| Jessica Hynes         | Miss Kitts               |                       |                  |
| Robbie Gee            | Mr. Barnes               |                       |                  |
| Joel Fry              | Postman                  |                       |                  |
| Tom Conti             | Judge Gerald Biggleswade |                       |                  |
| Simon Farnaby         | Barry the Security Guard |                       |                  |
| Louis Partridge       | G-Man                    |                       |                  |
| Meera Syal            | Prosecutor               |                       |                  |
| Richard Ayoade        | Forensic Investigator    |                       |                  |
| Justin Edwards        | Dozy Policeman           |                       |                  |

## Productie
In april 2015 werd door filmproducent David Heyman aangekondigd dat er een vervolg op de film Paddington zou komen met opnieuw Paul King als regisseur. De filmopnamen begonnen op 18 oktober 2016 en eindigden op 27 juni 2017.
Paddington 2 ging op 5 november 2017 in première in Londen. De film kreeg positieve kritieken van de filmcritici met een score van 100% op Rotten Tomatoes, gebaseerd op 165 beoordelingen.

## Muziek
De filmmuziek werd gecomponeerd door Dario Marianelli.

| Nr. | Titel                                  | Duur |
| --- | -------------------------------------- | ---- |
| 1.  | Windsor Gardens                        | 4:03 |
| 2.  | The Pop-Up Book                        | 1:29 |
| 3.  | A Shave, Sir? A Light Pomade           | 1:54 |
| 4.  | Window Cleaning                        | 3:15 |
| 5.  | Rub and Scrub (Tobago and d'Lime)      | 2:27 |
| 6.  | The Book Is Stolen                     | 2:21 |
| 7.  | A Letter from Prison                   | 2:20 |
| 8.  | It's Only One Red Sock                 | 1:24 |
| 9.  | Madame Kozlova's Story                 | 1:19 |
| 10. | One Orange at a Time                   | 3:03 |
| 11. | An Unusually Attractive Nun            | 1:19 |
| 12. | Marmalade Chefs                        | 1:22 |
| 13. | Love Thy Neighbour (Tobago and d'Lime) | 2:05 |
| 14. | The Break-In                           | 3:24 |
| 15. | Jungle Jail                            | 2:14 |
| 16. | Escape Waltz                           | 3:27 |
| 17. | Lost and Found                         | 3:09 |
| 18. | Race to Paddington Station             | 1:34 |
| 19. | The Steam Trains                       | 3:46 |
| 20. | Bullseye-Henry                         | 2:04 |
| 21. | Splash                                 | 2:22 |
| 22. | Happy Birthday Aunt Lucy               | 3:34 |
| 23. | Jumping the Line (Tobago and d'Lime)   | 5:31 |

## Prijzen en nominaties
De belangrijkste:
| Jaar | Prijs        | Categorie                  | Genomineerde(n)          | Uitslag     |
| ---- | ------------ | -------------------------- | ------------------------ | ----------- |
| 2018 | BAFTA Awards | Beste Britse film          | Beste Britse film        | Genomineerd |
| 2018 | BAFTA Awards | Beste acteur in een bijrol | Hugh Grant               | Genomineerd |
| 2018 | BAFTA Awards | Beste bewerkte scenario    | Simon Farnaby, Paul King | Genomineerd |